# Buffy contre les vampires : La Colère de Darkhul
Buffy contre les vampires : La Colère de Darkhul (Buffy the Vampire Slayer: Wrath of the Darkhul King) est un jeu vidéo développé par Natsume, édité par THQ et sorti en 2003 sur Game Boy Advance. Il s'agit d’un beat them all avec 16 niveaux de jeu. C'est le troisième jeu vidéo basé sur la série télévisée Buffy contre les vampires.

## Trame
L'histoire se situe pendant la 4e saison de la série alors que Buffy est à l'université. La Tueuse doit affronter les Gentlemen et Adam.

## Personnages
En dehors de Buffy, Willow, Alex, Giles, Riley, Anya et Adam font des apparitions dans le jeu. 

## Accueil
Il a recueilli des critiques plutôt défavorables, obtenant des scores de 49,70% sur le site GameRankings sur la base de 22 critiques collectées et de 44/100 sur Metacritic sur la base de 16 critiques collectées.